# Roselies
Roselies is een dorp in de Belgische provincie Henegouwen en een deelgemeente van de Waalse gemeente Aiseau-Presles, het was een zelfstandige gemeente tot aan de gemeentelijke herindeling van 1977.

## Geschiedenis
Roselies behoorde vroeger tot de gemeente Presles. In 1878 werd Roselies afgesplitst als een zelfstandige gemeente. Bij de gemeentelijke herindeling van 1977 werd het een deelgemeente van de fusiegemeente Aiseau-Presles.

## Demografische ontwikkeling
- Bronnen:NIS, Opm:1831 tot en met 1970=volkstellingen, 1976= inwoneraantal op 31 december

## Bezienswaardigheden
- De Église Saint-Joseph